# Clint Johnston
Clint Johnston (auch Clint Johnson, geboren 31. März 1915 in New York; gestorben 9. Dezember 1975 in Los Angeles, Kalifornien) war ein US-amerikanischer Drehbuchautor.

## Leben
Johnston trat erstmals 1949 mit dem Film Black Midnight als Drehbuchautor in Erscheinung. Die Regie übernahm dabei Budd Boetticher. Bis einschließlich 1967 folgten fünf weitere Filmproduktionen, die zum Teil auf seinen eigenen literarischen Vorlagen basierten.  
Bei der Oscarverleihung 1967 war Johnston gemeinsam mit Don Peters für das Drehbuch zu Der Todesmutige in der Kategorie Bestes Original-Drehbuch für den Oscar nominiert. Der 1967 entstandene Film Blutiger Strand war Johnstons letzte Produktion, mit der er in Erscheinung trat.

## Filmografie
- 1949: Black Midnight
- 1950: Young Daniel Boone
- 1950: David Harding, Counterspy
- 1951: Wanted: Dead or Alive
- 1966: Der Todesmutige (The Prey)
- 1967: Blutiger Strand (Beach Red)